# North Apollo
North Apollo es un borough ubicado en el condado de Armstrong en el estado estadounidense de Pensilvania. En el año 2000 tenía una población de 1.426 habitantes y una densidad poblacional de 1,019.6 personas por km².

## Geografía
North Apollo se encuentra ubicado en las coordenadas 40°35′36″N 79°33′28″O / 40.59333, -79.55778.

## Demografía
Según la Oficina del Censo en 2000 los ingresos medios por hogar en la localidad eran de $30,417 y los ingresos medios por familia eran $35,789. Los hombres tenían unos ingresos medios de $31,905 frente a los $20,333 para las mujeres. La renta per cápita para la localidad era de $14,025. Alrededor del 13.5% de la población estaba por debajo del umbral de pobreza.